# Cugand-la-Bernardière
Cugand-la-Bernardière is een fusiegemeente (commune nouvelle) in het Franse departement Vendée im de regio Pays de la Loire. De gemeente maakt deel uit van het arrondissement La Roche-sur-Yon.

## Ontstaan
Cugand-la-Bernardière is op 1 januari 2025 ontstaan door de fusie van de gemeenten La Bernardière en Cugand.